# Turc
El turc (Türkçe AFI  [ˈt̪yɾktʃe] (?·pàg.)) és un idioma que és parlat com a primera llengua per més de 63 milions de persones arreu del món, i és la llengua turquesa més parlada. Els seus parlants es troben principalment a Turquia i Xipre, amb grups més petits a l'Iraq, Grècia, Bulgària, Macedònia del Nord, Kosovo, Albània i altres parts de l'Europa oriental. El turc també és parlat per uns quants milions d'immigrants a l'Europa occidental, particularment a Alemanya.
Les arrels de la llengua es remunten a l'Àsia central, i els primers enregistraments escrits daten de fa gairebé 1.200 anys. A l'oest, la influència del turc otomà (el precursor immediat del turc actual) s'estengué a mesura que s'estenia l'Imperi Otomà. El 1928, en una de les reformes d'Atatürk als primers anys de la República de Turquia, l'alfabet otomà fou substituït per una variant fonètica de l'alfabet llatí. Al mateix temps, l'aleshores recentment fundada Associació de la Llengua Turca començà un esforç per reformar l'idioma, eliminant-ne els manlleus perses i àrabs en favor de variants nadiues i encunyaments a partir d'arrels turques.
Les característiques distintives del turc són l'harmonia vocàlica i una extensa aglutinació. L'ordre bàsic de les paraules en turc és subjecte objecte verb. El turc presenta distinció T-V; es poden utilitzar formes de la segona persona del plural per a referir-se a individus com a forma de respecte. El turc manca de classes nominals i de gèneres gramaticals.

## Classificació
El turc és un membre del subgrup turc, o occidental, de les llengües oghuz, que inclou el gagaús i l'àzeri. Les llengües oghuz formen el subgrup sud-occidental de les llengües turqueses, una família lingüística que inclou una trentena de llengües vivents parlades a l'Europa oriental, Àsia central i Sibèria. Alguns lingüistes creuen que les llengües turqueses formen part d'una família de llengües altaiques més gran. Aproximadament, el 40% dels parlants de llengües turqueses són parlants nadius del turc. Els trets característics del turc, com l'harmonia vocàlica, l'aglutinació i la manca de gènere gramatical, són universals dins la família turquesa i les llengües altaiques. Hi ha un grau elevat d'intel·ligibilitat mútua entre el turc i la resta de llengües oghuz, incloent-hi l'àzeri, el turcman, el qashqai, el gagaús i el turc gagaús balcànic.

## Història
Les inscripcions turqueses més antigues conegudes són les dues inscripcions monumentals Orkhon. Es troben a l'actual Mongòlia i foren erigides en honor del príncep Kul Tigin i el seu germà, l'emperador Bilge Kağan. Daten d'entre el 732 i el 735 i són un registre primerenc important. Després del descobriment i l'excavació d'aquests monuments i d'algunes lloses de pedra associades per part d'arqueòlegs russos a la regió que envolta la vall de l'Orkhon, entre el 1889 i el 1893, es determinà que l'idioma de les inscripcions era turquès antic escrit amb l'alfabet Orkhon, que també s'ha anomenat runes turqueses o runiformes, a causa de la seva semblança exterior amb els alfabets rúnics germànics.
Amb l'expansió turquesa durant l'alta edat mitjana (aprox. segles VI-XI), els pobles de parla turquesa s'estengueren per l'Àsia central, cobrint una regió vasta que anava des de Sibèria fins a Europa i el Mediterrani. Els seljúcides dels turcs oghuz, en particular, dugueren la seva llengua, el turquès oghuz (avantpassat directe del turc actual) a Anatòlia, al segle xi. També al segle xi, un lingüista primerenc de les llengües turqueses, Mahmud al-Kaixgarí del kanat Qarakhànida, publicà el primer diccionari de turc exhaustiu i un mapa de la distribució geogràfica dels parlants de llengües turques, en el seu Compendi dels dialectes turquesos (en turc otomà: Divânü Lügati't-Türk).

### Turc otomà
Després de l'adopció de l'islam vers el 950 pel kanat Qarakhànida i els turcs seljúcides, ambdós considerats els avantpassats culturals dels otomans, la llengua administrativa d'aquests estats adquirí un gran conjunt de manlleus lingüístics de l'àrab i el persa. La literatura turca del període otomà, especialment la poesia diwan otomana, rebé una forta influència persa, incloent-hi l'adopció de la mètrica poètica i una gran quantitat de paraules importades. La llengua literària i oficial de l'Imperi Otomà (aprox. 1299-1922) era una mescla de turc, persa i àrab que diferia considerablement del turc de cada dia parlat en aquest període, i rep el nom de turc otomà.

### Reforma lingüística i turc contemporani

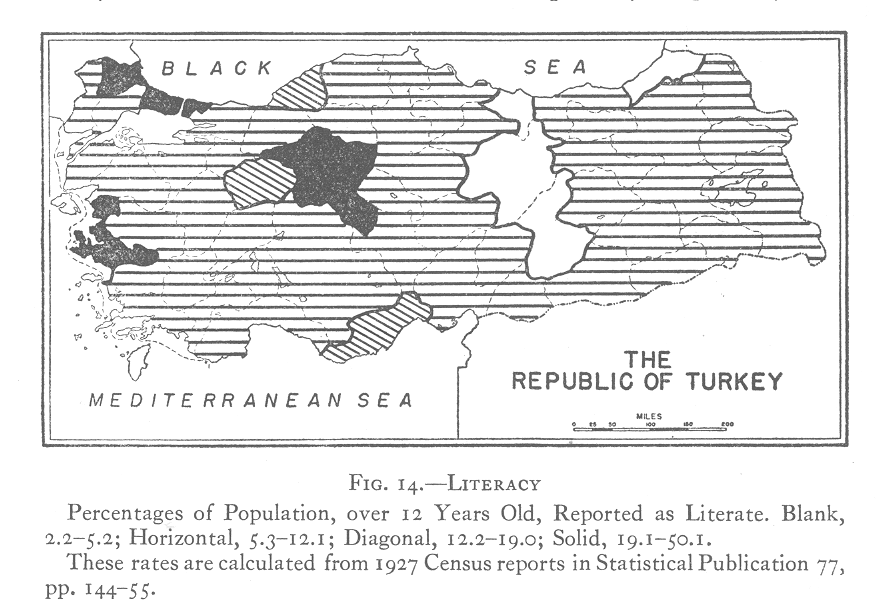
Les taxes d'alfabetisme abans de la reforma lingüística a Turquia (1927). La taxa d'alfabetisme pujà al 48,4% entre els homes i el 20,7% entre les dones el 1950

Després de la fundació de la República de Turquia i la reforma de l'escriptura, l'Associació de la Llengua Turca (TDK) fou fundada el 1932 sota el patrocini de Mustafa Kemal Atatürk, amb l'objectiu de dur a terme recerques sobre el turc. Una de les tasques de l'associació recentment fundada consistia a iniciar una reforma lingüística per substituir els manlleus d'origen àrab i persa amb equivalents turcs. Prohibint l'ús de paraules importades en la premsa, l'associació aconseguí eliminar uns centenars de mots estrangers de la llengua. Mentre que la majoria de paraules introduïdes en la llengua per la TDK eren encunyades a partir d'arrels turqueses, també s'optà per ressuscitar paraules de l'antic turc que no havien estat utilitzades en segles.
A causa d'aquest canvi sobtat en el llenguatge, la gent gran i la gent jove de Turquia començaren a diferir en el vocabulari. Mentre que les generacions nascudes abans de la dècada del 1940 tendeixen a utilitzar els mots antics d'origen àrab o persa, les generacions més joves prefereixen expressions més noves. És especialment irònic el fet que el mateix Atatürk, en el seu llarg discurs al nou Parlament el 1927, utilitzà un estil de dicció otomana que avui en dia sona tan estranger que ha calgut "traduir-lo" tres vegades al turc modern: primer el 1963, després el 1986, i per última vegada el 1995. El debat lingüístic també té un aspecte polític; els grups conservadors tendeixen a utilitzar mots més arcaics en la premsa o en el llenguatge de cada dia.
Les darreres dècades han estat testimoni del treball constant de la TDK per encunyar noves paraules turques per expressar conceptes i tecnologies nous a mesura que entren en l'idioma, principalment de l'anglès. Moltes d'aquestes paraules, especialment els termes de les tecnologies de la informació i la comunicació, han estat àmpliament acceptades. Tanmateix, de vegades, la TDK és criticada per encunyar termes que sonen artificiosos. Alguns canvis anteriors (com ara introduir bölem en comptes de fırka, 'partit polític') tampoc no foren acceptades pel públic (de fet, fırka ha estat substituït pel manlleu francès parti). Algunes paraules restaurades de l'antic turc han adoptat un significat especialitzat: per exemple, betik (que originalment volia dir 'llibre') es fa servir actualment per a dir script en informàtica.
Moltes de les paraules derivades per la TDK coexisteixen amb les seves homòlogues més antigues. Això sol passar quan un manlleu canvia el seu significat original. Per exemple, dert, derivat del persa dard (درد 'dolor'), significa 'problema' o 'dificultat' en turc, mentre que es fa servir la paraula nadiua turca ağrı per a referir-se al dolor físic. De vegades, el manlleu té un significat lleument diferent del de la paraula nadiua turca, i dona peu a una situació semblant a la coexistència de paraules germàniques i romàniques en anglès. Entre les paraules antigues que han estat substituïdes, hi ha termes de geometria, els punts cardinals, el nom d'alguns mesos i molts noms i adjectius. Alguns exemples de paraules turques modernes i manlleus antics són:
| Turc otomà   | Turc modern | Traducció | Notes |
| ------------ | ----------- | --------- | --- |
| müselles     | üçgen       | triangle  | Compost de la paraula üç ('tres') i el substantiu turc molt antic gen ('tensió', 'costat')                                                 |
| tayyare      | uçak        | avió      | Derivat del verb uçmak ('volar'). Inicialment es proposà que la paraula signifiqués 'aeroport'.                                            |
| nispet       | oran        | ràtio     | Actualment encara es fa servir la paraula antiga juntament amb la nova. La paraula moderna ve del verb turc antic or- ('tallar').          |
| şimal        | kuzey       | nord      | Derivat del substantiu turc antic kuz ('lloc fred i fosc', 'ombra'). La paraula fou restaurada del seu ús en turc mitjà usage.             |
| teşrinievvel | ekim        | octubre   | El substantiu ekim denota 'l'acció de plantar', en referència a la plantació de llavors de cereals a la tardor, pràctica estesa a Turquia. |

## Distribució geogràfica

### Ús oficial
El turc és l'idioma oficial de Turquia i de la RTNC. També és una de les sis llengües de treball de l'Assemblea Parlamentària del Consell d'Europa des de 2016.

## Dialectes
El turc estàndard modern es basa en el dialecte d'Istanbul. Aquest turc d'Istanbul (İstanbul Türkçesi) constitueix el model de turc escrit i parlat, tal com recomanen Ziya Gökalp, Ömer Seyfettin i altres.
La variació dialectal persisteix, malgrat la influència d'anivellament de l'estàndard utilitzat en els mitjans de comunicació de masses i en el sistema educatiu turc des dels anys trenta. Els investigadors acadèmics de Turquia sovint es refereixen als dialectes turcs com ağız o şive, la qual cosa condueix a una ambigüitat amb el concepte lingüístic d'accent, que també està cobert amb aquestes paraules. Diverses universitats, així com un grup de treball dedicat de l'Associació per a la Llengua Turca, duen a terme projectes investigant els dialectes turcs. L'any 2002 es va continuar treballant en la compilació i publicació de les seves investigacions com a atles dialectal complet de la llengua turca. Tot i que l'alfabet otomà, sent una mica més ambigu fonèticament que l'escriptura llatina, codificat per a moltes de les variacions dialectals entre dialectes turcs, l'escriptura llatina moderna no ho aconsegueix. Exemples d'això són la presència del so velar nasal [ŋ] en certs dialectes orientals del turc que estava representat per la lletra otomana /ڭ/ però que es va fusionar amb /n/ en l'escriptura llatina. A més, hi ha lletres com /خ/, /ق/, /غ/ que fan els sons [ɣ], [q], i [x], respectivament en certs dialectes orientals però que es fusionen en [g], [k] i [h] en els dialectes occidentals i, per tant, estan representats defectuosament en l'alfabet llatí per als parlants de dialectes orientals.

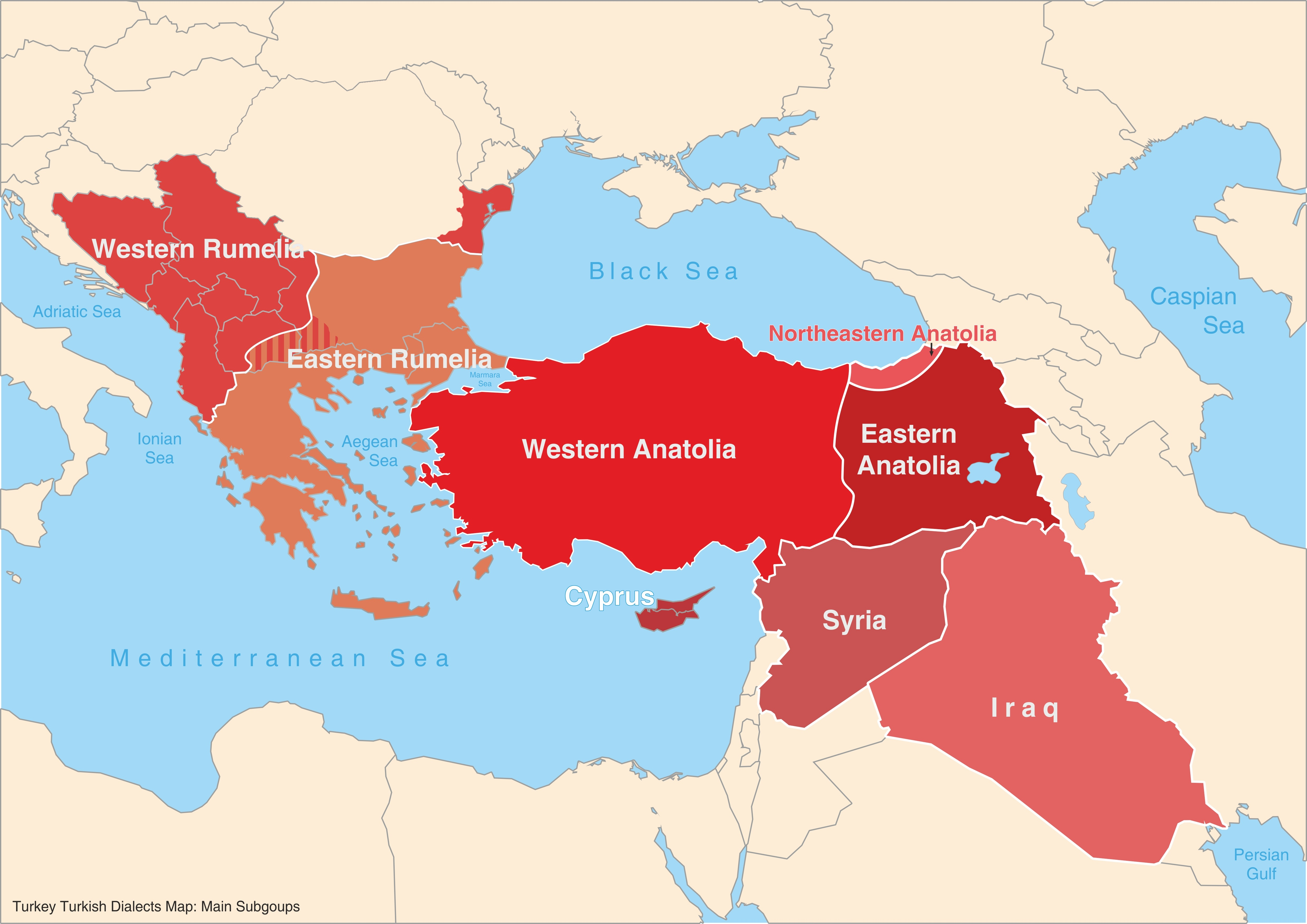
Mapa dels principals subgrups de dialectes turcs al sud-est d'Europa i a l'Orient Mitjà.

Alguns immigrants a Turquia de Rumèlia parlen el turc rumelià, que inclou els diferents dialectes de Ludogorie, Dinler i Adakale, que mostren la influència del teoritzat Sprachbund dels Balcans. Kıbrıs Türkçesi és el nom del dialecte del turc xipriota i és parlat pels xipriotes turcs. Edirne és el dialecte d'Edirne. Ege es parla a la regió de l'Egeu, i el seu ús s'estén a Antalya. Els nòmades yörüks de la Regió Mediterrània de Turquia també tenen el seu propi dialecte de turc. Aquest grup no s'ha de confondre amb els nòmades Yuruk de Macedònia, Grècia i la Turquia europea, que parlen turc gagauz dels Balcans.
Els turcs meskhetians que viuen a Kazakhstan, Azerbaidjan i Rússia, així com a diversos països de l'Àsia central, també parlen un dialecte turc d'Anatòlia oriental, originari de les zones de Kars, Ardahan i Artvin i que comparteixen similituds amb l'àzeri, la llengua de l'Azerbaidjan.
La Regió d'Anatòlia Central parla Orta Anadolu. Karadeniz, parlat a la Regió del Mar Negre oriental i representat principalment pel dialecte Trabzon, mostra la influència del substrat del grec en fonologia i sintaxi; també es coneix com a dialecte laz (que no s'ha de confondre amb la llengua laz). Kastamonu es parla a Kastamonu i els seus voltants. El turc Karamanli es parla a Grècia, on s'anomena  Kαραμανλήδικα. És l'estàndard literari dels karamanlides.

## Sistema de sons i escriptura

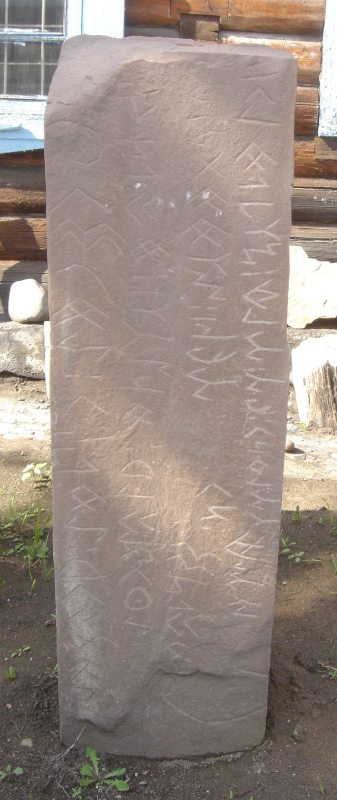
Inscripció en antic turquès amb l'alfabet Orkhon, aprox.. Kizil, Rússia

El turc actual fa servir un alfabet de 29 lletres, 8 vocals i 21 consonants:
a b c ç d e f g ğ h ı i j k l m n o ö p r s ş t u ü v y z
Aquestes consonants sonen com en català: b d f m n p t z
- c sona com tj en català central o j en anglès
- ç sona com tx en català
- g sempre oclusiva velar com a gat en català, palatalitzada en contacte amb vocals anteriors
- ğ (caràcter g amb caron), actualment gairebé no sona i allarga les vocals contigües, històricament una fricativa velar sonora
- h sona com h en alemany o com j en castellà
- j sona com j en català central o en francès, no pas com tj en català o j en anglès
- k palatalitzada en contacte amb vocals anteriors
- l velaritzada com en català en contacte amb vocals posteriors
- r sempre suau, com a pera, com la r italiana
- s sona sempre com ss en català
- ş (caràcter s amb diacrític) sona com xeix en català, com sh en anglès, com sch en alemany o ch en francès.
- v diferent de b, fricativa labiodental sonora, com v en anglès, francès o en la pronúncia valenciana.
- y sona com i consonàntica en català, com en iogurt.

Les vocals poden ser anteriors (eiöü) o posteriors (aıou), altes (iıuü) o baixes (aeoö), i arrodonides (ouöü) o no arrodonides (aıei).
- La vocal o representa la vocal baixa posterior arrodonida (com la o tancada catalana).
- La vocal u representa la vocal alta posterior arrodonida (com la u catalana).
- La vocal ö representa la vocal baixa anterior arrodonida (com la ö alemanya o el grup eu en francès).
- La vocal ü representa la vocal alta anterior arrodonida (com la ü alemanya o la u francesa).
- La vocal e representa la vocal baixa anterior no arrodonida (com la e oberta catalana).
- La vocal i (caràcter i amb punt, majúscula İ) representa la vocal alta anterior no arrodonida (com la i catalana).
- La vocal a representa la vocal baixa posterior no arrodonida (com la u a la paraula anglesa sun).
- La vocal ı (caràcter i sense punt, majúscula I) representa la vocal alta posterior no arrodonida.

## Harmonia vocàlica
La fonologia turca segueix regles d'harmonia vocàlica, que fan variar la vocal de la major part de sufixos segons el tipus de vocals de l'arrel.
La principal regla és que una paraula només pot contenir o bé vocals anteriors (e i ö ü) o bé vocals posteriors (a ı o u). Per això, molts sufixos gramaticals tenen una forma amb vocal anterior i una altra amb vocal posterior (per exemple, Türkiye'de —a Turquia— però kapıda —a la porta—).
A més, una regla secundària fa que les vocals altes ('ı i' u ü) tendeixin a tornar-se les arrodonides corresponents (üu) quan estan precedides d'una vocal arrodonida (ouöü). Per això, alguns sufixos gramaticals encara tenen dues formes més amb vocals arrodonides (per exemple, Türkiyedir —és Turquia—, kapıdır —és la porta—, però gündür —és el dia—, paltodur —és l'abric—).
Les excepcions hi són nombroses. Cadascuna de les parts de les paraules compostes funcionen independentment pel que fa a l'harmonia vocàlica (per exemple, formes com bugün 'avui', literalment 'aquest dia'). Alguns sufixos gramaticals són invariables (com -iyor), i hi ha unes poques paraules turques que no segueixen aquestes regles (com anne 'mare'). En aquests casos, els sufixos harmonitzen amb la vocal final de la paraula.

## Exemples
Exemple de turc amb traducció al català:
Madde 1: Bütün insanlar hür, haysiyet ve haklar bakımından eşit doğarlar. Akıl ve vicdana sahiptirler ve birbirlerine karşı kardeşlik zihniyeti ile hareket etmelidirler.
Article 1:
Tots els éssers humans neixen lliures i iguals en dignitat i en drets. Són dotats de raó i de consciència, i han de comportar-se fraternalment els uns amb els altres.